# Псевдогермафродитизм
Псевдогермафродитизм — давній клінічний термін, яким позначають стан, за якого вторинні статеві ознаки організму не відповідають первинним. Цей стан, наприклад, може бути наслідком дефіциту 5-α-редуктази чи синдрому нечутливості до андрогенів, і його не варто плутати зі справжньою гонадальною інтерсексністю (справжнім гермафродитизмом), при якій в одного організму наявні тканини й яєчок, і яєчників. Наразі цей термін є застарілим, а слово «гермафродит» не може вживатися стосовно людини, лише стосовно «тварини або рослини, що мають як чоловічі, так і жіночі репродуктивні органи».
У людей з цим станом зовнішні статеві органи часто мають вигляд проміжного варіанту між клітором і пенісом. В інших випадках зовнішні статеві органи мають вигляд, який відповідає «протилежній» тканині гонад. Тому він може не виявлятися до статевої зрілості.
Термін чоловічий псевдогермафродитизм застосовувався тоді, коли в особи були наявні сім'яники, а термін жіночий псевдогермафродитизм застосовувався при наявності яєчників, ці стани також можна назвати XY інтерсексністю та XX інтерсексністю відповідно.

## XX інтерсексність

### Причини
Виникає, якщо під час першого триместру вагітності на плід, що має жіночий генотип, діють великі дози андрогенів. Ці андрогени можуть мати як зовнішнє, так і внутрішнє походження. Надмірна кількість андрогенів зовнішнього походження може виникати внаслідок: прийому матір'ю анаболічних стероїдів, наявності в неї андроген-продукуючих пухлин наднирників чи яєчників або вродженої гіперплазії надниркових залоз. Причиною надлишку внутрішніх андрогенів може бути вроджена гіперплазія надниркових залоз у самого плода. Вроджена гіперплазія надниркових залоз виникає внаслідок спадкового дефекту одного з ферментів, необхідних для виробництва кортизолу (дефіцит 21-гідроксилази, дефіцит 11-бета-гідроксилази, дефіцит 3-бета-гідроксистероїддегідрогенази), внаслідок чого продукується надмірна кількість андрогенів для компенсації нестачі кортизолу. У немовлят жіночої статі це призводить до маскулінізації з аномальним розвитком статевих органів, тоді як у немовлят чоловічої статі — до передчасного статевого розвитку. Крім того, причиною може бути дефіцит ароматази плаценти Р450, що призводить до надлишкового продукування андрогенів плацентою.

### Ознаки
У людей з цим станом часто спостерігається збільшення розмірів клітора (може виглядати як пеніс), пригнічення розвитку грудей, надмірне оволосіння обличчя і тіла, глибокий голос, порушення менструального циклу.

## XY інтерсексність

### Причини
XY інтерсекс-особи можуть мати знижену продукцію тестостерону внаслідок порушення активності чи гіпоплазії клітин Лейдіга або дефекту рецептора до лютеїнізувального гормону на них; порушення біосинтезу тестостерону при дефектах 20,22-десмолази, 3-бета-гідроксистероїддегідрогенази, 17,20-гідроксилази, 17-бета-гідроксистероїддегідрогенази, що беруть участь у стероїдогенезі в наднирниках. Частою причиною розвитку цього стану є нечутливість до андрогенів. Крім того, цей стан може зумовлюватися дефектами розвитку яєчок, такими як XY дисгенезія гонад, змішаний дисгенез гонад і синдромом рудиментарного яєчка.
Окрім того, порушення маскулінізації може викликатися дефіцитом 5-α-редуктази. Цей фермент відповідає за перетворення тестостерону в дигідротестостерон, що є фізіологічно активнішим і є необхідним для нормального розвитку чоловічих зовнішніх статевих органів плоду. Тому люди з дефіцитом цього ферменту народжуються з геніталіями дуже подібними до жіночих. Але під час статевого дозрівання рівень чоловічих статевих гормонів (андрогенів) у цих осіб підвищується, що призводить до розвитку вторинних статевих ознак: росте м'язова маса, поглиблюється голос, починає збільшуватися їх клітороподібний пеніс, при цьому оволосіння обличчя в них часто не виражене. Багато з них виховуються як дівчатка.

### Ознаки
У XY інтерсекс-осіб зазвичай розвиваються нормальні яєчка, але маскулінізація системи вольфових проток та зовнішніх статевих органів є неповною. Часто ці люди народжуються з невизначеністю геніталій, яєчка можуть бути, зокрема, внутрішньочеревними чи тазовими. Можуть розвиватися молочні залози, можлива наявність клітора та малорозвиненої вагіни.

## Генетика
Мутації, що впливають на ген рецептора андрогенів (AR), можуть викликати синдром повної або часткової андрогенної нечутливості. Диференціація плоду як чоловічої статі відбувається на шостому чи сьомому тижні вагітності. Розвиток спрямований визначальним фактором яєчок: геном SRY (областю, що визначає стать на Y-хромосомі). Протягом 9–13 тижнів розвиток статевих органів чоловічої статі залежить від перетворення тестостерону на більш потужний андроген завдяки дії 5-α-редуктази в цільових тканинах геніталій. Дослідження на кошенятах-псевдогермафродитах показало, що існує поєднання псевдогермафродитизму з вродженими порушеннями шлунково-кишкового тракту та сечостатевої системи.

## Лікування
Іноді проводять хірургічне втручання, щоб змінити зовнішній вигляд геніталій. Однак у багатьох випадках відсутні чіткі докази необхідності операцій, і вони можуть сприйматися як каліцтво.

## Термінологія
Використання терміна «псевдогермафродитизм» може бути проблематичним і зараз вважається зайвим. Термін «псевдогермафродитизм» був запроваджений Едвіном Клебсом 1876 року. Термін «інтерсексуальність» був введений Річардом Гольдшмідтом у 1923 році. Педіатричне ендокринне товариство Лоусона Вілкінса та Європейське товариство ендокринології і педіатрії прийняли номенклатурну систему, засновану на порушеннях статевого розвитку (DSD), яка охоплює «вроджені стани, при яких розвиток хромосомної, гонадної або анатомічної статі є нетиповим», але й сам DSD оскаржується громадськими організаціями, правозахисними інститутами та науковцями. У травні 2016 року Interact Advocates for Intersex Youth опублікував заяву проти патологізуючої мови для опису людей, народжених з інтерсексуальними рисами, визнаючи «посилення загального розуміння та прийняття терміна інтерсекс».